# 윤국영
윤국영(1990년 2월 7일 ~)은 NC 다이노스의 전 야구 선수다.

## 출신 학교
- 내발산 초등학교
- 주엽고등학교
- 한민학교

## 같이 보기
- 2012년 NC 다이노스 시즌